# Skarifizierung am Mittelsepik

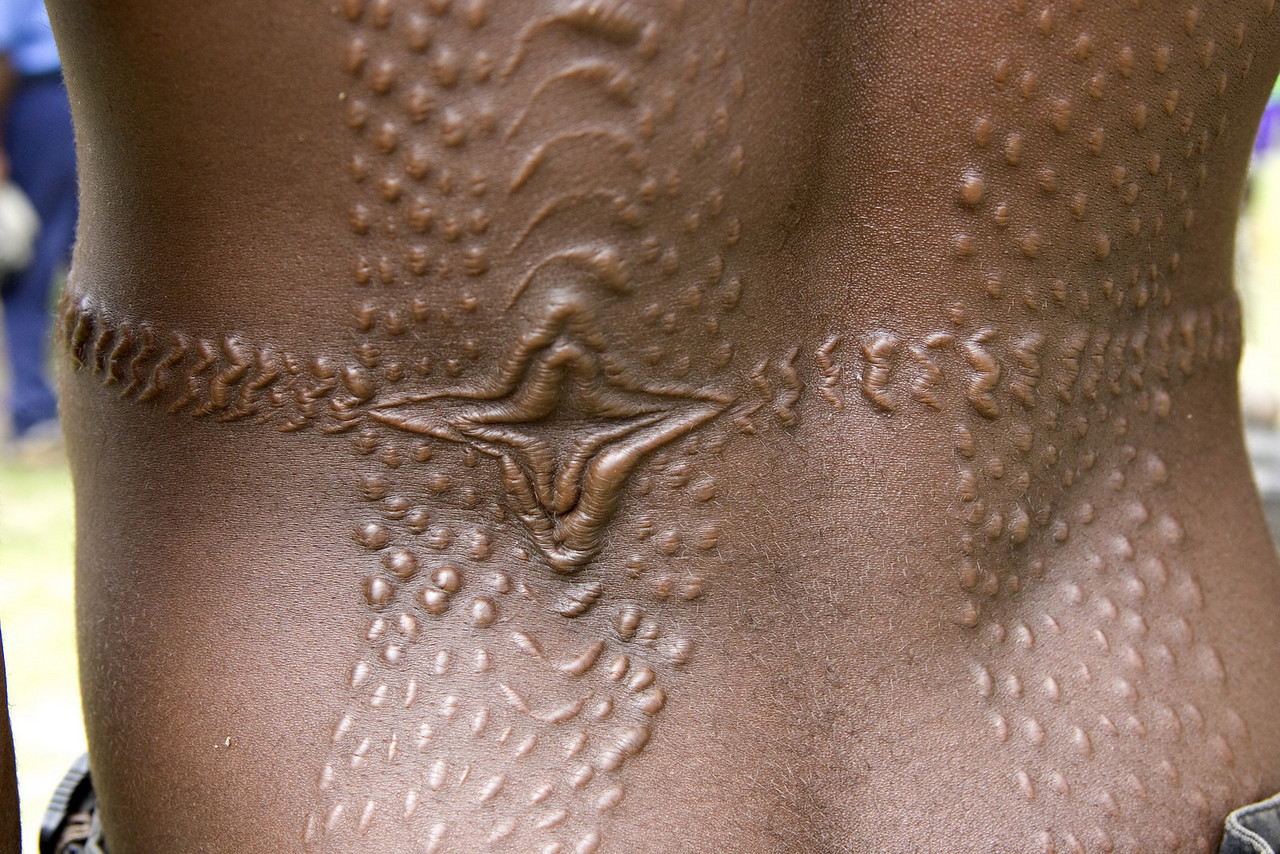
Skarifizierung in Papua-Neuguinea

Am Mittelsepik in Papua-Neuguinea sind Skarifizierungen zentraler Bestandteil eines mehrwöchigen traditionellen Initiationsrituals, das eng mit der mythologischen Schöpfungsgeschichte der jeweiligen Dorfgemeinschaften verbunden ist. Dabei soll die Haut eines Krokodils nachgebildet werden, das als spirituelles Schöpfungswesen verehrt wird. Die Skarifizierungen werden entsprechend auch Zeichen des Krokodils oder Biss des Krokodils genannt und in Rücken, Brust, Schultern und Schenkel geschnitten. Die Initianden erhalten mit den Narben und dem im Rahmen der Zeremonie angeeigneten Stammeswissen den Status erwachsener, heiratsfähiger Krieger.
Getragen werden die Narben beispielsweise von den Kaningara, den Iatmul und den Chambri.

## Durchführung und Bedeutung
Nach der Glaubensvorstellung der genannten Völker nehmen die jungen Männer mit dem Setzen der krokodilsähnlichen Narben auch die Kraft des Tieres in sich auf, um sie im Kampf gegen ihre Feinde einsetzen zu können. Sie werden damit zu Kriegern und selbstständigen, heiratsfähigen Männern. Außerdem verweisen Narben in Form spezieller Ahnenzeichen auf den Klan des Trägers.
Im Glauben der Iatmul wurden Land, Mensch und Tier von einem Totem geschaffen, das als Krokodil mit dem Kopf eines Mannes beschrieben wird. Das Initiationsritual der Iatmul weist symbolische Parallelen zu dieser Schöpfungsgeschichte auf, in der das Totemtier mit Erde aus dem Urmeer emporkam und daraus eine Insel schuf. Sein Oberkiefer stieg empor und schuf Himmel und Sonne, der Unterkiefer folgte, und es entstanden Gras, Busch und Berge. Dann schuf es Tiere und Menschen. Die Klane entsprangen einer Vereinigung zwischen dem Totem und einer Frau. Die Initianden durchlaufen in drei Phasen den Tod (Schneiden der späteren Narben), die Entwicklung (Regenerationszeit und Lehre) und die Wiedergeburt (rituelles Nachspiel).
Initiationsfeiern finden alle vier bis fünf Jahre im Rahmen mehrwöchiger spiritueller Zeremonien statt, die sich zwischen den einzelnen Dorfgemeinschaften geringfügig voneinander unterscheiden können. Sie sind nicht mehr wie ursprünglich an einen bestimmten Altersabschnitt gebunden und werden bei Jungen und Männern im Alter von elf bis über 30 Jahren vollzogen. Eine Zeremonie wird stets zur Initiation mehrerer Personen abgehalten.

### Vorbereitungen
Die Dörfer des mittleren Sepik, der Region, in der auch die Iatmul beheimatet sind, setzen sich organisatorisch aus zwei Dorfhälften mit unterschiedlicher Sozialstruktur zusammen. Diese bestehen wiederum aus mehreren Klanen, die in rituellen Gemeinschaften zusammengeschlossen sind. Bei der Organisation und Durchführung der Veranstaltung unterstützen sich die einzelnen Klane der beiden Dorfhälften gegenseitig im Wechsel. Die Initianden der einen Siedlungshälfte werden von Männern der anderen durch den Prozess begleitet.
Die Initiation findet innerhalb eines für die Feierlichkeiten errichteten Zauns aus Palmwedeln statt; Frauen und Kinder sowie nicht skarifizierte Männer erhalten in der Regel keinen Zutritt. Innerhalb des umzäunten Bereichs befinden sich das Männerhaus und eine ausgeschmückte Tanzfläche.

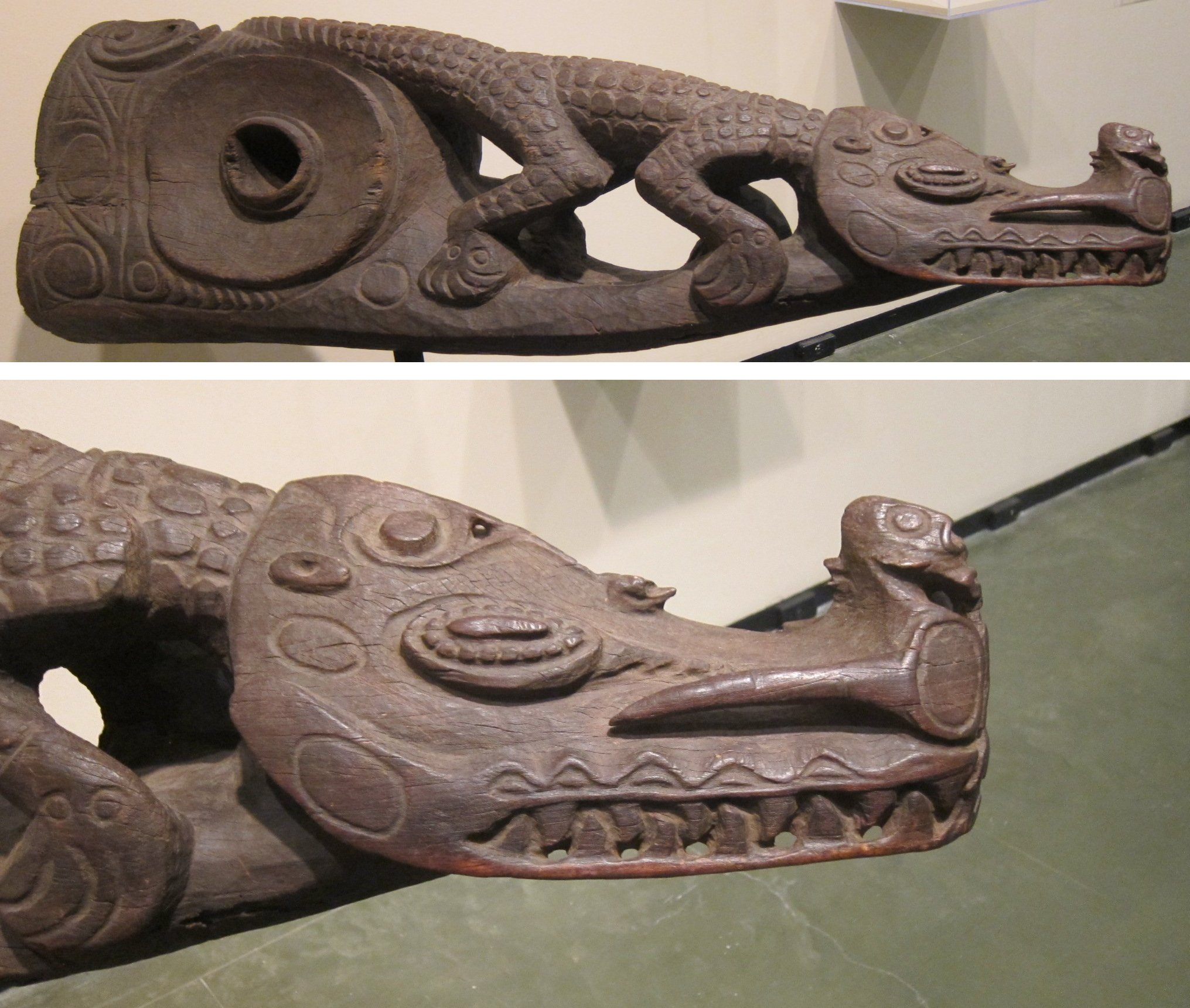
Tragegriff einer Schlitztrommel (garamut) in Gestalt eines Krokodils.

Mit Schwirrgeräten, Flöten und Trommeln wird die Initiationszeit von Musik und Chorgesängen begleitet. Auf Schlitztrommeln (garamut) spielen die Musiker einen sogenannten „Krokodils-Rhythmus“. Am Abend vor der Initiation tanzen die bereits tatauierten Männer vom Flussufer in den umzäunten Bereich hinein und tanzen dort weiter bis zum folgenden Morgen. Bei den Kaningara tanzen die Männer mit einer Ingwerwurzel im Mund und nehmen anschließend ein Bad im Fluss. Die Tänze symbolisieren das Herbeirufen des Krokodils und sein Erscheinen. Dabei rufen die Tänzer seinen Namen und beschreiben ihm den Weg. Musikalisch imitieren sie zudem die Geräusche und Laute des Krokodils auf seinem Weg zum Männerhaus.
Einem rituellen Gesang der Iatmul entstammt die folgende Textzeile:

„In die Haut meines Vaters, in die Haut meines Ahnen, in die Haut des Krokodils, in diese Mannhaut schneide dir das Krokodilzeichen ein. Komm her und schneide es ein.“

Die Schlange wird als Mutter des Krokodils betrachtet, die ihren Sohn in der mythologischen Geschichte mit Narben versah. Sie wird von den Sängern ebenfalls angesprochen, damit sie ihren Sohn herbeischicke, damit dieser wiederum die Novizen tatauieren möge:

„Ich (Krokodil) such dich, (mein) Kind, ich such dich mein Novize, wo bleibst du mein Kind? Ach Kind, mein Kind, Novize, mein Novize, […]. Mutter Ndumangwanimbit (Name der Mutter und der Schlange) (ich) dein Kind (das Krokodil) Wanimeli, im (urzeitlichen) Ort Mävembit, (möchte) ein Kind, einen Novizen tatauieren, so (wie du es), Mutter, (an mir ausgeführt hast).“

### Schneiden der Krokodilnarben
Die Initianden werden am Morgen nach dem Tanz von ihren Onkeln mütterlicherseits in den umzäunten Bereich geführt. Auf dem Weg dorthin werden sie von anderen Zeremonienteilnehmern geschlagen, wobei ihre Onkel ihnen Schutz vor den Schlägen bieten. Anschließend beginnt die Skarifizierung. Bei den Kaningara findet sie innerhalb des Haus Tambaran statt. Bei der Narbentatauierung auf der Brust, die als am schmerzhaftesten beschrieben wird, sitzen die zu initiierenden jungen Männer vor ihren Onkeln und werden von ihnen von hinten umarmend gestützt. Die Narben können von mehreren Personen gleichzeitig geschnitten werden. Bei Positionswechseln stehen die Onkel ebenfalls assistierend zur Seite. Zur Tatauierung von Rücken und Schultern lassen sich Onkel und Initianden auf einem umgedrehten Kanu nieder. Die Initianden liegen dabei auf ihrem Bauch und im Schoß des Onkels. Zur Schmerzlinderung werden spezielle Pflanzenblätter gekaut.

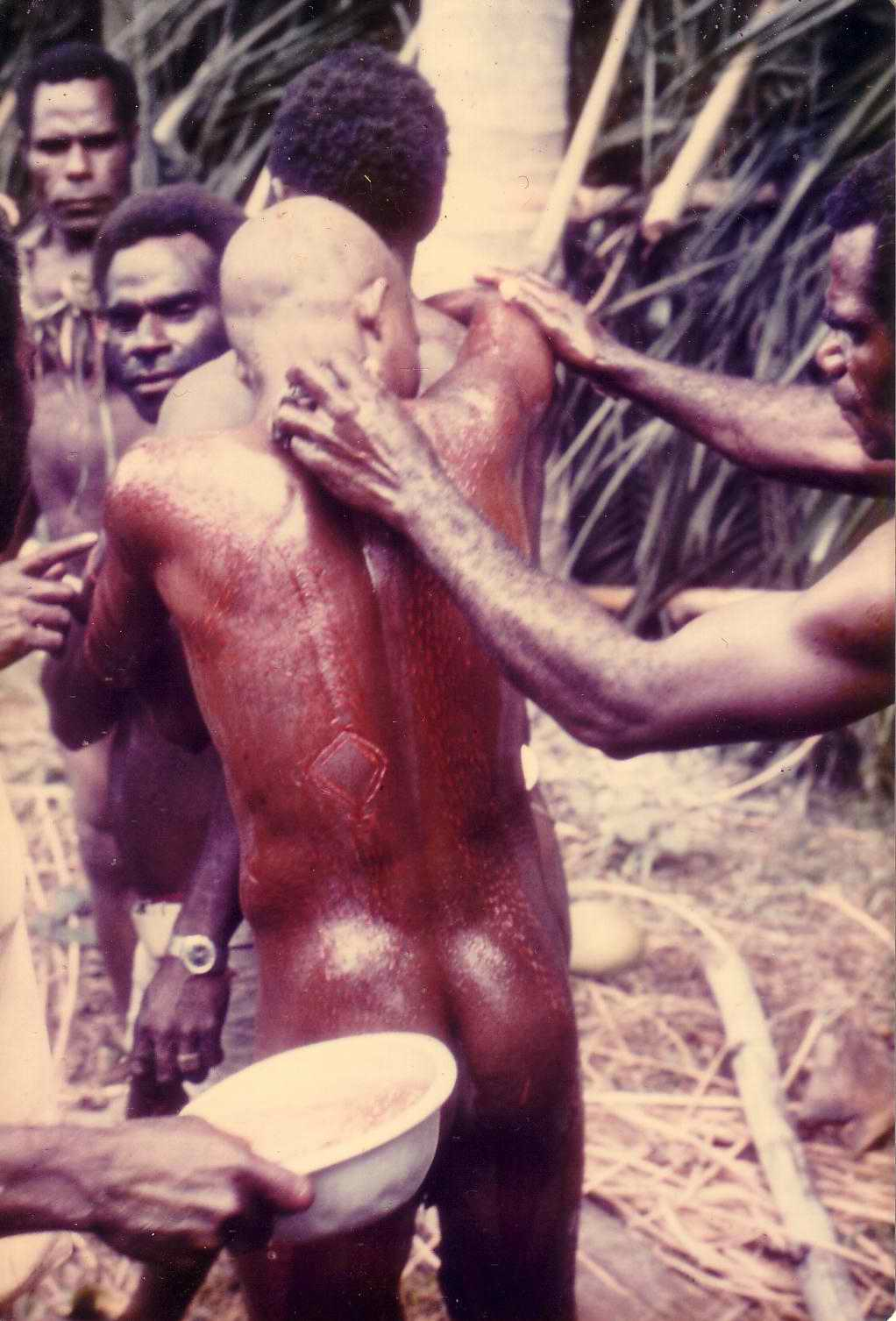
Die blutenden Wunden werden mit Wasser ausgespült

Mit einer Rasierklinge werden fischgrätenähnliche Muster in die Haut geschnitten, bestehend aus Punkten und Bogenlinien. Das herausfließende Blut wird stets mit Wasser abgespült. Nach dem Glauben der Gemeinschaften am Mittelsepik entstehen die Knochen eines Menschen aus dem Samen des Vaters und das durchblutete Gewebe aus dem Menstruationsblut der Mutter. Die blutenden Wunden werden als das Ablassen mütterlichen Bluts betrachtet, was laut unterschiedlichen Quellen symbolisch als Trennung der Nabelschnur oder Reinigung des Mannes vom Menstruationsblut seiner Mutter zu verstehen ist.
Mit den als Krokodilbissen verstandenen Schnittwunden sterben die Männer im spirituellen Sinne und werden von dem Krokodil verschlungen und anschließend wiedergeboren. Sie symbolisieren somit die Abstammung der Menschen vom Urkrokodil.
Die Male bilden die schuppenartige Haut jenes Wesens nach. Mit ihrer Struktur deuten die Streifen auf dem Rücken dessen Rumpf an, die Narben auf Oberarmen und Hüften stellen die Gliedmaßen des Krokodils dar. Die Gesichter der Iatmul-Männer bleiben von den krokodilhautartigen Narben frei, da das Schöpfungskrokodil selbst einen menschlichen Kopf trägt. Bei den Kaningara wird dagegen das Muster auf dem Oberkörper als Gesicht des Krokodils beschrieben: Ein mit kreisförmigen Narben umrundeter Bauchnabel stellt die Nase, ebenfalls kreisförmig eingefasste Brustwarzen die Augen der Kreatur dar.
Nach der Narbentatauierung werden eine Tinktur aus Kokosöl und Holzkohlenasche und anschließend Lehm oder Ton auf den Körper aufgetragen, um Entzündungen zu provozieren und damit die Narbenbildung zu intensivieren. Die Verkrustungen der Schnittwunden werden später mit einem Bambus-Streifen abgeschabt. Nach den Vermutungen mancher Anthropologen könnte der Lehm sinnbildlich Kot als Rückstand einer Geburt durch den Anus entsprechen, was sich auf dem symbolischen Akt der Wiedergeburt begründet und zugleich den Vorgang der Geburt maskulinisiert.
Laut weiteren Berichten tragen die Onkel ihre sinnbildlich toten Neffen nach der Prozedur zunächst aus dem umzäunten Bereich zu deren Müttern. Sie brechen damit die Verbindung zu dem mütterlichen Zweig ihres Klans.

### Regeneration und Lehre

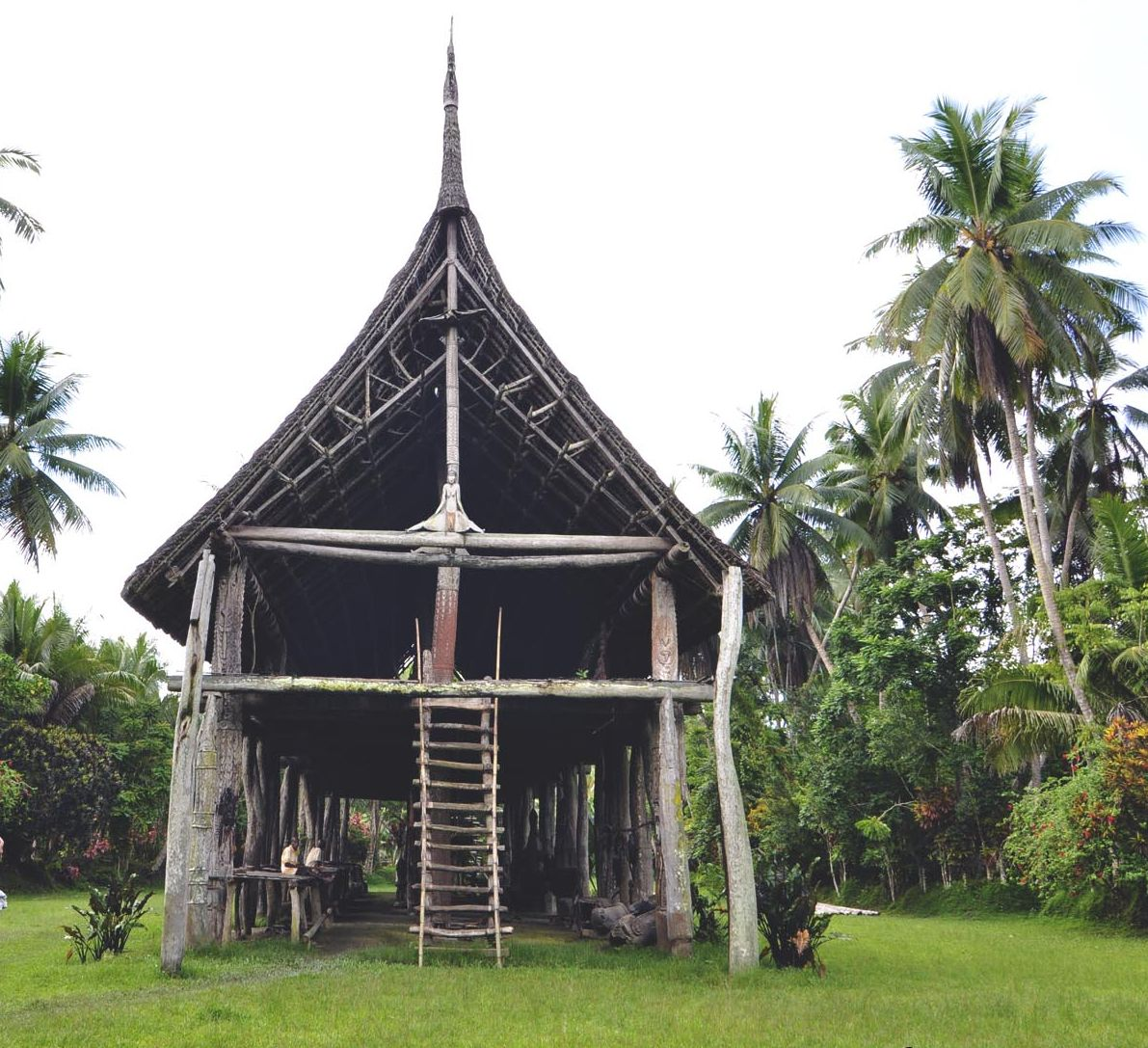
Nach der Tatauierung ziehen die Männer sich in das Haus Tambaran zurück

Die zweite Phase des Initiationsrituals bilden die Regeneration der Skarifizierten und deren Schulung und Lehre. Dazu werden Gesicht und Oberkörper der Initianden mit weißer Farbe bemalt, der Farbe des Todes. Sie werden in das Haus Tambaran gebracht, dem sinnbildlichen Ort der ursprünglichen Schöpfung, wo sie in den folgenden Wochen zurückgezogen leben. Darin werden sie von den Männern ausgiebig umsorgt und verpflegt und bekommen das als geheim eingestufte Wissen ihres Klans väterlicherseits vermittelt, was im mythologischen Sinne dem Heranwachsen im Bauch beziehungsweise im Ei des Krokodils entspricht.
Ihnen werden handwerkliche Fähigkeiten beigebracht, wie das Herstellen und Spielen von Musikinstrumenten, und spirituelle und mythologische Glaubensvorstellungen erläutert. Bei den Kaningara findet die Phase des Rückzugs jedoch vor dem Skarifizierungsprozess statt und dauert zwei Monate.
Den Jungen sind während dieser Zeit jeglicher Kontakt zu Frauen und das Berühren von Lebensmitteln mit den Händen verboten. Laut weiteren Verhaltensregeln, die bei der Initiation der Kaningara beschrieben wurden, ist den Initianden der Blick- und Sichtkontakt mit Frauen gänzlich untersagt, weshalb sie sich verhüllen, wenn sie das Haus Tambaran zur Verrichtung der Notdurft verlassen. Sie dürfen sich ferner nicht auf Sitzmöbeln niederlassen und sich lediglich in der Westseite des Hauses aufhalten, da die Ostseite den Männern vorbehalten ist, deren Initiation bereits abgeschlossen wurde. Die Kleidung ist auf die Unterwäsche beschränkt. Das Berühren des eigenen Körpers mit bloßen Fingern, auch das Kratzen oder Ähnliches, ist ebenfalls nicht gestattet. Die Mahlzeiten bestehen ausschließlich aus Fisch, Blattgemüse, Sago und gelegentlich Bananen und werden in Blickrichtung gegen die Wand und ohne Kommunikation zwischen den Initianden eingenommen. Auf den sonst üblichen Konsum von Tabak und Betel wird verzichtet. Regelverstöße werden mit Rutenschlägen bestraft. Es besteht sogar der Glaube, ein Regelverstoß könne zum baldigen Tod des Initianden führen.

### Abschluss des Rituals
Abschließend symbolisiert die dritte Phase der Initiationszeit die Vollendung der Schöpfung. Dabei wird zunächst der Zaun um den Festplatz abgebaut. Die Novizen begehen ihre Wiedergeburt mit einer Waschung im Fluss. Die Haare werden ihnen abrasiert und in eine aus Blättern gefertigte Krokodilpuppe gestopft, die im Anschluss im Sepik versenkt wird, womit sich auch das Krokodilwesen der Schöpfung symbolisch an den Ort seiner Herkunft zurückzieht. Zuletzt präsentieren sich die „neugeborenen“ Männer der gesamten Dorfgemeinschaft.
Den erwachsenen und in das Wissen und den Glauben der Dorfgemeinschaft eingeweihten Männern ist es fortan erlaubt, an den Sitzungen im Männerhaus teilzunehmen. Einige Monate nach dem Ritual bekommen sie einen geheimen Namen von ihrem Onkel mütterlicherseits zugeteilt. Diesen tragen sie zusätzlich zu ihrem eigentlichen Namen, den sie nach ihrer Geburt von ihrem Vater erhielten. Dabei handelt es sich um den Namen, den die Seele des Mannes nach seinem Tod tragen wird.

## Entwicklung

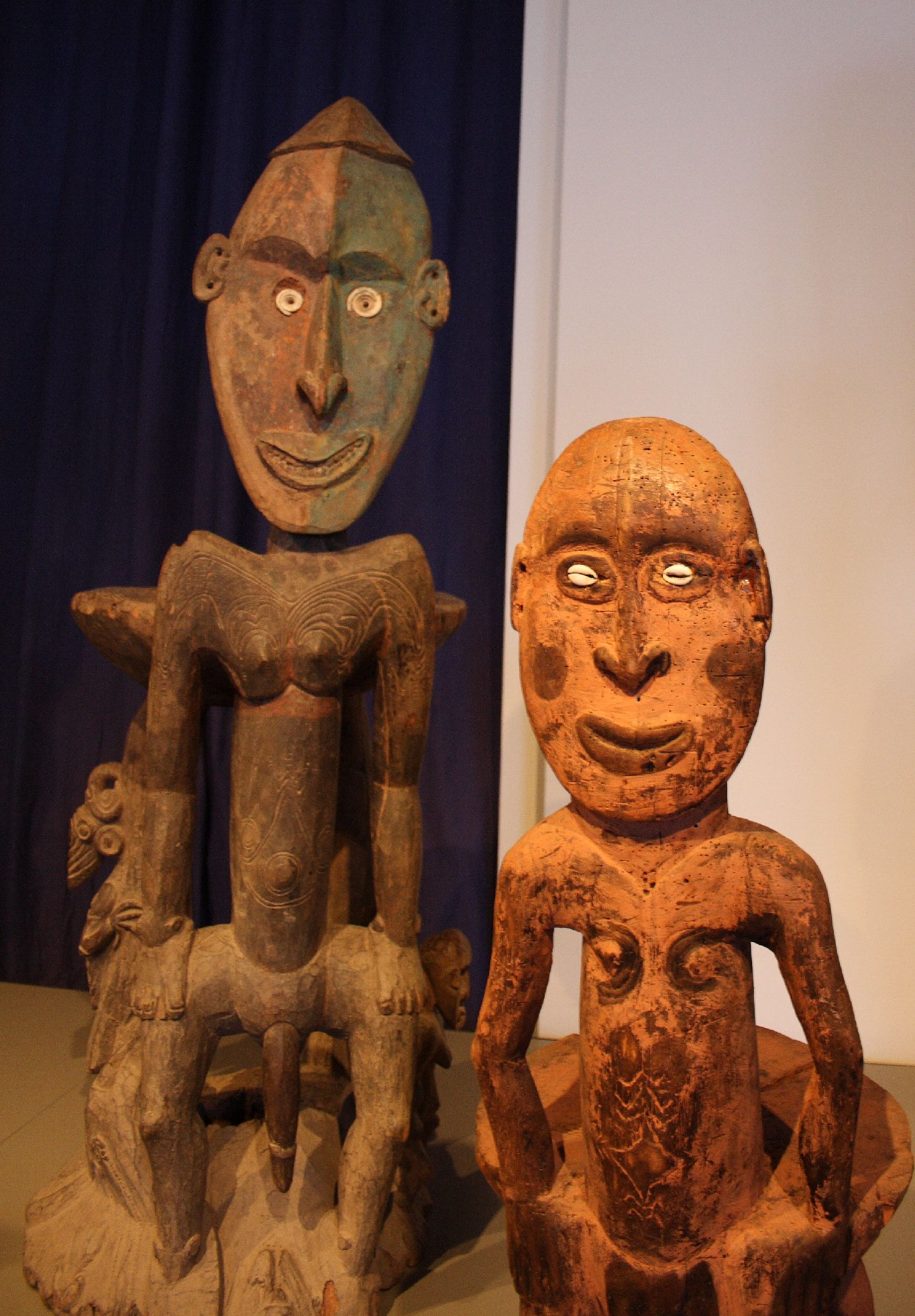
Den Skarifizierungen entsprechende Muster auf Schnitzereien

Die Narben wurden ursprünglich mit mehrmals verwendeten Bambus-Spänen, Steinen oder Muscheln geschnitten. Später wurden hygienischere Einweg-Rasierklingen genutzt, wodurch die Schnitte und Muster akkurater und die Narben weniger wulstig gerieten.
Mit den veränderten Lebensgewohnheiten, die mit der Kolonialisierung einhergingen, änderten sich in den 1920er und 1930er Jahren auch die Rahmenbedingungen für die Skarifizierungsrituale. Zunehmend verließen die für die Durchführung der Feierlichkeiten zuständigen Männer ihre Dörfer für mehrere Jahre, um an der Küste landwirtschaftlicher Erwerbsarbeit nachzugehen. Dadurch konnten die Veranstaltungen seltener durchgeführt werden. Außerdem gingen die Jungen im Alter von 12 bis 14 Jahren nach Einführung der Schulpflicht auf Internatsschulen. Die Zeremonien fanden daher nur noch statt, wenn wieder mehrere Jugendliche ins Dorf zurückgekehrt waren, was den Altersdurchschnitt der Initianden bis ins spätere Erwachsenenalter anhob. Außerdem dauerten sie nicht mehr über mehrere Wochen an, sondern nur noch entsprechend der unterrichtsfreien Zeit während der Schulferien.
Weiter verlor das für die Familien kostspielige Ritual zunehmend seine spirituelle Bedeutung; im 21. Jahrhundert wird es, unter anderem abhängig von der finanziellen Situation der Betroffenen, in den Dörfern des Sepik-Gebiets nicht mehr obligatorisch bei jedem Mann durchgeführt. Einen weiteren Bedeutungsverlust erfuhr die Skarifizierung und die damit zusammenhängende Symbolik mit dem Einziehen urbaner Lebensgewohnheiten der Menschen in Papua-Neuguinea.

## Anthropologische Forschung

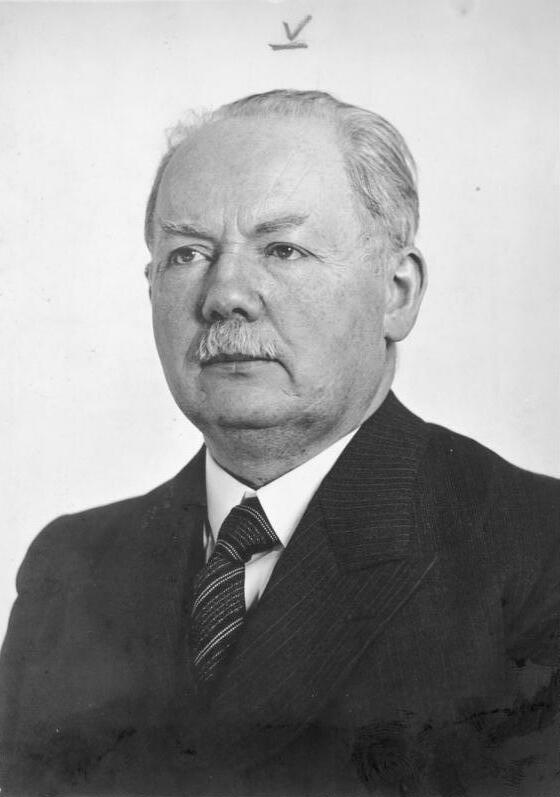
Otto Reche beschrieb die Skarifizierungen in den 1910er Jahren

Vor dem 20. Jahrhundert war das Initiationsritual im westlichen Kulturkreis noch weitgehend unbekannt. Erforscht wurden die Skarifizierungen unter anderem in den 1910er Jahren von dem Anthropologen Otto Reche und den 1920er Jahren von dem Geographen Walter Behrmann. Behrmann hatte 1912/1913 an der Kaiserin-Augusta-Fluss-Expedition teilgenommen. Die Narben wurden von den europäischen Forschern mangels Sprachkenntnissen und wegen der damit einhergehenden Verständigungsprobleme zunächst nach rein optischen Eindrücken und ungeachtet ihrer symbolischen Bedeutung beschrieben. Aus den 1930er Jahren existieren zudem Berichte des angloamerikanischen Anthropologen Gregory Bateson.
Mit Film- und Fotodokumentationen wurde das Ritual erstmals ausführlich 1972 bis 1974 von dem Ethnologen Jürg Wassmann beim Stamm der Nyaura erforscht und analysiert. Zu den jüngsten ethnologischen Dokumentationen des 20. Jahrhunderts zählen die des Kustos Christian Coiffier in der Siedlung Yensan im Jahr 1988. Der Anthropologe Lars Krutak drehte 2009 einen Film über die Skarifizierungen der Kaningara.

## Filme
- Lars Krutak: Tattoo Hunter - Papua New Guinea, 2009